# José Vallejo de la Canal
José de Vallejo y de la Canal (Lima, u  Oropesa, Virreinato del Perú, c. 1675 - Palma de Mallorca, 26 de julio de 1743) militar y destacado guerrillero español de la Guerra de Sucesión Española y durante el reinado de Felipe V.

## Biografía
Coronel, brigadier, general de brigada, fue nombrado caballero de Santiago en 1698. Durante la Guerra de Sucesión Española se señaló como uno de los más hábiles militares españoles partidarios del primer Borbón y junto al italiano Feliciano Bracamonte, organizó unas efectivas partidas que atosigaron a las tropas del archiduque Carlos tanto en Castilla la Vieja (actual Castilla y León) como en Castilla la Nueva (actual Castilla-La Mancha y Comunidad de Madrid), hasta el punto que Modesto Lafuente afirmó: "...dejó el rey a las inmediaciones de la capital a don José Vallejo, coronel de dragones, [...] No podía haberse hecho una elección más acertada para el objeto. Porque era el don José Vallejo el tipo más acabado de esos intrépidos, hábiles e incansables guerreros, de esos famosos partidarios en que se ha señalado en todas épocas y tiempo el genio y el espíritu bélico español"
En 1715, fue nombrado comandante general de Cardona y Manresa, de 1733 a 1737 de Orán y Mazalquvir, y finalmente capitán general del Reino de Mallorca, donde moriría el 26 de julio de 1743,
Junto a Bracamonte, José Vallejo fue el primer guerrillero español objeto de numerosos romances, y que supone el primer antecedente a los guerrilleros de la Guerra de la Independencia y a los bandoleros románticos. En los poemas de la época fue considerado como invencible, como en este anónimo: "¿Qué es aquesto, luteranos? / ¿Dónde vais, gallinas, mandrias, / en precipitada fuga, / no siguiendo vuestra marcha / más que Vallejo y su gente, / que de ochocientos no passan, / pues nuestro gruesso de tropas / aún se está en Casa Texada? / Mas creo que se han movido; / cuidado, si os alcançan: / vuestra bárbara ossadía / quedará bien castigada".